# Clotiapină
Clotiapina este un antipsihotic atipic derivat de dibenzotiazepină, fiind utilizat în tratamentul schizofreniei și al psihozelor. După unii autori, ar fi clasificat mai degrabă ca antipsihotic tipic datorită riscului mai ridicat de inducere a reacțiilor adverse extrapiramidale, în comparație cu alte antipsihotice atipice precum clozapina sau quetiapina, care sunt similare din punct de vedere structural. Căile de administrare disponibile sunt orală, intravenoasă și intramusculară.